# Inspraakorgaan Chinezen
Het Inspraakorgaan Chinezen (IOC) is een Chinees-Nederlandse vereniging in Nederland, bedoeld voor alle Chinezen in Nederland. In het IOC zijn Chinezen uit landen als de Volksrepubliek China, Hongkong, Indonesië, Maleisië, Singapore, Suriname, Taiwan en Vietnam vertegenwoordigd. Het is een van de acht inspraakorganen van de Nederlandse minderheden.
De belangrijkste taken van IOC zijn advies geven aan de Nederlandse overheid, voorlichting geven aan Chinese Nederlanders en Chinese organisaties in Nederland, voorlichting geven over Chinese Nederlanders aan de rest van de Nederlandse bevolking en het voeren van overleg met de Nederlandse overheid en de leden van verschillende Chinese verenigingen.
Het verenigingsgebouw van IOC ligt aan de Maliebaan 13 in Utrecht. Het nieuws van het IOC wordt om de twee weken gepubliceerd in de Chinese krant Asian News.

## Geschiedenis
Initiatiefnemer tot het IOC was Roy Ho Ten Soeng, destijds burgemeester van Venhuizen. Het IOC is op 12 december 2003 in Den Haag geïnstalleerd. Op 1 oktober 2004 gaf minister Rita Verdonk van Vreemdelingenbeleid en Integratie haar goedkeuring aan de toetreding van het IOC tot het Landelijk Overleg Minderheden (LOM).

## Bestuur
Het bestuur van IOC bestaat uit vijftien personen, die vrijwel alle van Chinese afkomst zijn. Het bestuur is zeer divers; tot de bestuursleden behoren huisvrouwen, ouderen, tweede generatie-Chinese Nederlanders en Chinezen van verschillende jiaxiang.